# Tríptic de la temptació de Sant Antoni
El tríptic de La temptació de Sant Antoni és una pintura a l'oli sobre panells de fusta del primer pintor neerlandès Hieronymus Bosch, que data de l'any 1501. L'obra retrata els turments mentals i espirituals que va patir sant Antoni Abat, un dels més destacats dels pares del desert d'Egipte a finals del segle iii i principis del IV. La temptació de Sant Antoni va ser un tema popular en l'art medieval i renaixentista. En comú amb moltes de les obres de Bosch, el tríptic conté moltes imatges fantàstiques. El quadre està penjat al Museu Nacional de Arte Antiga, Lisboa.